# 松平氏信
松平 氏信（まつだいら うじのぶ）は、江戸時代前期の旗本。形原松平家6代当主・松平家信の四男。通称は大学、修理。官位は従五位下・修理亮、内蔵允、左馬允、民部少輔、伯耆守。号は意休。

## 略歴
寛永2年（1625年）3代将軍・徳川家光に拝謁する。中奥御膳番、書院番、西城小姓組番頭、4代将軍・徳川家綱の書院番頭、大番頭、御側を歴任する。父の遺領2000石を合わせ武蔵国、下総国に計6000石を領した。
延宝5年（1677年）に致仕し、天和3年（1683年）、死去。享年71。法名は覚涼院殿。墓所は牛込にある法正寺。家督は、長男・氏清が病気により継承を辞退していたため、四男・氏辰が継いだ。

## 系譜
- 父：松平家信
- 母：不詳
- 妻：久貝正世娘
- 生母不明の子女
  - 男子：松平氏清
  - 男子：久貝八兵衛 - 久貝正世養子、早世
  - 女子：伊奈宗英室
  - 女子：本多重寛室
  - 女子：渡辺方綱正室
  - 三男：久貝正方 - 久貝正世養子
  - 男子：松平氏辰
  - 男子：松平高重 - 徳川光圀に仕える
  - 女子：能勢頼方室
  - 女子：遠藤常就室
  - 女子：施薬院宗屋室 - 寛政重修諸家譜には記載ない